# Saint Ives (gruva)
Saint Ives är en gruva i Australien. Den ligger i kommunen Coolgardie och delstaten Western Australia, omkring 570 kilometer öster om delstatshuvudstaden Perth.
Trakten runt Saint Ives är nära nog obefolkad, med mindre än två invånare per kvadratkilometer..
Omgivningarna runt Saint Ives är i huvudsak ett öppet busklandskap. Genomsnittlig årsnederbörd är 385 millimeter. Den regnigaste månaden är januari, med i genomsnitt 83 mm nederbörd, och den torraste är augusti, med 10 mm nederbörd.